# Analisi di un delitto
Analisi di un delitto (A Murder of Crows) è un film del 1998 scritto e diretto da Rowdy Herrington, e interpretato, nei ruoli principali, dagli attori americani Cuba Gooding Jr. e Tom Berenger.

## Trama
Lawson Russell, un avvocato radiato dall'ordine per aver deciso, dopo una crisi di coscienza, di rinunciare alla difesa di un suo cliente di cui aveva capito la colpevolezza, si propone di cambiare vita e scrivere un libro.
Nel frattempo, fa casualmente la conoscenza di un anziano di nome Christopher Marlowe (come l'autore del Faust), anch'egli scrittore, il quale poco prima di morire consegna a Lawson un suo romanzo, intitolato Una strage di corvi, perché lo legga ed esprima un parere.
Lawson rimane positivamente impressionato dallo scritto del vecchio e, approfittando della sua morte improvvisa, decide di pubblicarlo a proprio nome, bruciando il manoscritto originale onde cancellare le prove del plagio. Il romanzo ha un incredibile successo, ma quando l'agente Dubose scopre che i crimini in esso descritti sono veri casi di omicidio insoluti, fa arrestare Lawson, che diventa automaticamente il primo sospettato.
Tra fughe, pedinamenti e indagini, l'ex avvocato dovrà scoprire l'intricata verità per evitare di essere condannato ingiustamente.

## Produzione
Le riprese iniziarono nel dicembre 1997, attraverso Key West, Florida, Los Angeles, California, e New Orleans, Louisiana.

## Distribuzione
Il film uscì nelle sale cinematografiche inglesi il 12 dicembre 1998, mentre quelle italiane il 5 marzo 1999 e quelle statunitensi il 6 luglio successivo. È stato anche pubblicato in DVD.